# Indo-Australischer Tüpfelrochen
Der Indo-Australische Tüpfelrochen (Himantura uarnak) ist eine Rochenart aus der Familie der Stechrochen (Dasyatidae).

## Merkmale
Dieser Rochen kann einen Durchmesser von bis zu 1,5 m erreichen. Der nahezu kreisrunde Körper ist mit dunklen Flecken überzogen, welche im Alter verblassen können, oder sich vollständig auflösen. Der peitschenförmige Schwanz ist beinahe doppelt so lang wie der eigentliche Körper und ab dem deutlich sichtbaren Stachel wesentlich dunkler als der Rest des Fisches.

## Verbreitung
Der Indo-Australische Tüpfelrochen kommt vom Roten Meer bis nach Französisch-Polynesien und bis zum südlichen Japan vor. Er ist in 0,3 bis 75 Metern Tiefe anzutreffen und lebt in sandigen und schlammigen Lagunen und Deltas. Er ist auch in Riffnähe und an riffnahen Außenhängen anzutreffen.

## Lebensweise
Er ernährt sich von Garnelen, Krabben, Mollusken, Fischen und Quallen.
Nach einer Tragzeit von einem Jahr werden 1 bis 5 Jungtiere geboren.